# Liste der AFC-Challenge-League-Endspiele
Diese Liste der AFC-Challenge-League-Endspiele enthält alle Finalbegegnungen des von der Asian Football Confederation (AFC) organisierten drittwichtigsten Kontinentalwettbewerbs für asiatische Fußball-Vereinsmannschaften im Überblick. Zunächst wurde der Wettbewerb von 2005 bis 2014 als AFC President’s Cup ausgetragen. Im Anschluss war er für knapp zehn Jahre aufgelöst. Seit der Saison 2024/25 wird er unter der Bezeichnung AFC Challenge League weitergeführt. Das Finale wird seit Gründung in einem Spiel entschieden.

## Die Endspiele und Sieger
| Saison  | Stadion                        | Stadt      | Sieger                  | Ergebnis              | Finalist                      |
| ------- | ------------------------------ | ---------- | ----------------------- | --------------------- | ----------------------------- |
| 2005    | Dasarath Rangasala Stadium     | Kathmandu  | Regar TadAZ             | 3:0                   | FK Dordoi-Dynamo              |
| 2006    | Sarawak Stadium                | Kuching    | FK Dordoi-Dynamo        | 2:1 n. V.             | Wachsch Qurghonteppa          |
| 2007    | Punjab-Stadion                 | Lahore     | FK Dordoi-Dynamo        | 2:1                   | Mahendra Police Club          |
| 2008    | Spartak-Stadion                | Bischkek   | Regar TadAZ             | 1:1 n. V. (4:3 i. E.) | FK Dordoi-Dynamo              |
| 2009    | Metallurg-Stadion              | Tursunsoda | Regar TadAZ             | 2:0                   | FK Dordoi-Dynamo              |
| 2010    | Thuwanna-Stadion               | Rangun     | Yadanarbon FC           | 1:0 n. V.             | FK Dordoi-Dynamo              |
| 2011    | Nationalstadion Kaohsiung      | Kaohsiung  | Taiwan Power Company FC | 3:2                   | Phnom Penh Crown              |
| 2012    | Pamir-Stadion                  | Duschanbe  | FC Istiklol             | 2:1                   | Markaz Shabab al-Am'ari       |
| 2013    | Hang Jebat Stadium             | Krubong    | Balkan FK               | 1:0                   | Khan Research Laboratories FC |
| 2014    | Sugathadasa-Stadion            | Colombo    | FK HTTU                 | 2:1                   | Rimyongsu SG                  |
| 2024/25 | Morodok Techo National Stadium | Phnom Penh | Arkadag FK              | 2:1 n. V.             | PKR Svay Rieng                |
| 2025/26 |                                |            |                         |                       |                               |

## Varia
Von den elf bisher ausgetragenen Endspielen gingen vier in die Verlängerung. Drei wurden dann in dieser entschieden. 2008 folgte im Anschluss an die Verlängerung ein Elfmeterschießen, da es auch nach dem Ende der Verlängerung noch unentschieden stand. Fünfmal endete ein Endspiel mit einem Ergebnis von 2:1, zweimal mit 1:0 sowie je einmal mit 3:0, 2:0, 3:2 oder 1:1.

## Rangliste der Austragungsorte
Es war bisher noch kein Stadion und keine Stadt mehr als einmal Austragungsort. Hingegen waren Malaysia und Tadschikistan bereits zweimal Gastgeber.
| Rang | Stadion                        | Austr. |
| ---- | ------------------------------ | ------ |
| 01   | Dasarath Rangasala Stadium     | 1      |
|      | Hang Jebat Stadium             | 1      |
|      | Metallurg-Stadion              | 1      |
|      | Morodok Techo National Stadium | 1      |
|      | Nationalstadion Kaohsiung      | 1      |
|      | Pamir-Stadion                  | 1      |
|      | Punjab-Stadion                 | 1      |
|      | Sarawak Stadium                | 1      |
|      | Spartak-Stadion                | 1      |
|      | Sugathadasa-Stadion            | 1      |
|      | Thuwanna-Stadion               | 1      |

| Rang | Stadt      | Austr. |
| ---- | ---------- | ------ |
| 01   | Bischkek   | 1      |
|      | Colombo    | 1      |
|      | Duschanbe  | 1      |
|      | Kaohsiung  | 1      |
|      | Kathmandu  | 1      |
|      | Krubong    | 1      |
|      | Kuching    | 1      |
|      | Lahore     | 1      |
|      | Phnom Penh | 1      |
|      | Rangun     | 1      |
|      | Tursunsoda | 1      |

| Rang | Land          | Austr. |
| ---- | ------------- | ------ |
| 01   | Malaysia      | 2      |
|      | Tadschikistan | 2      |
| 03   | Kambodscha    | 1      |
|      | Kirgisistan   | 1      |
|      | Myanmar       | 1      |
|      | Nepal         | 1      |
|      | Pakistan      | 1      |
|      | Sri Lanka     | 1      |
|      | Taiwan        | 1      |